# Iliosuchus
Iliosuchus (лат.) — род тероподовых динозавров, живших во времена среднеюрской эпохи (около 167,4—164,7 миллионов лет назад, батский ярус) на территории нынешней Европы. Окаменелости теропода были найдены в Англии. Впервые описан палеонтологом Фридрихом фон Хюне в 1932 году. Представлен одним видом — Iliosuchus incognitus.

## История изучения
Единственными известными окаменелостями этого рода являются три подвздошных кости (BMNH R83, OUM J29780 и OUM J28971), обнаруженных в стоунсфилдских сланцах, (Оксфордшир, Англия). По голотипу BMNH R83, обнаруженному в 1880 году, Фридрих фон Хюне описал и назвал единственный вид I. incognitus в 1932 году. Родовое название происходит от подвздошной кости (os ilium)  и греческого имени бога-крокодила Сухоса. Видовое название на латыни означает «неизвестный». Другой вид, I. clevelandi, был предложен в 1976 году Питером Гальтоном, который отнёс Stokesosaurus clevelandi к Iliosuchus, но это не нашло признания у других исследователей; в 1980 году сам Гальтон отказался от своего мнения. 

## Описание

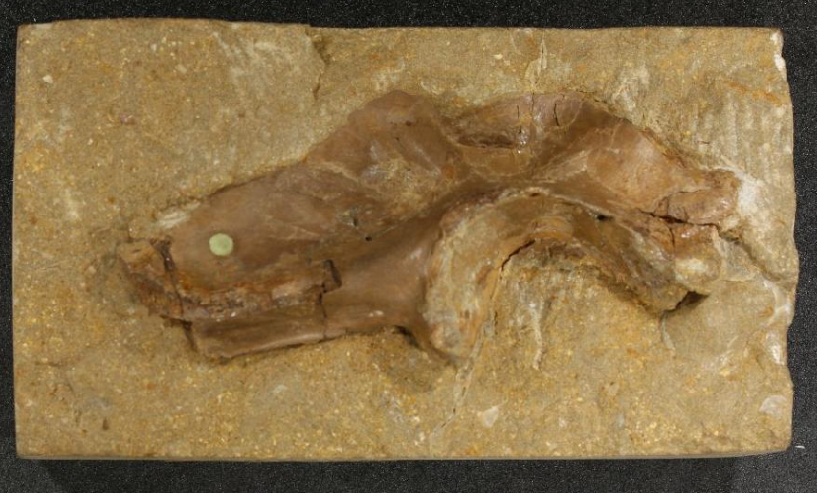
Голотип BMNH R83, подвздошная кость

Подвздошная кость Iliosuchus очень маленькая, длиной до десяти сантиметров, имеет вертикальный над-вертлужный гребень на поверхности, как у тираннозаврид и многих других хищных динозавров, принадлежащих к группе тетануров, включая Piatnitzkysaurus и мегалозавра. 
Фрагментарность и скудность известных материалов не позволяет провести точную классификацию; тем не менее, Iliosuchus иногда считается предком тираннозаврид, что маловероятно, так как кости невозможно отличить от костей мелких особей мегалозаврид. В любом случае, род не является диагностическим и считается nomen dubium.